# Sarah Whatmore
Sarah Louise Whatmore (Salford, 21 settembre 1981) è una cantautrice britannica.

## Biografia
Nata a Salford e crescita a Walkden, Sarah Whatmore è salita alla ribalta con la sua partecipazione alla prima edizione di Pop Idol. I suoi primi due singoli, When I Lost You e Automatic hanno raggiunto rispettivamente la 6ª e l'11ª posizione della Official Singles Chart; il suo singolo di debutto è entrato anche alla numero 49 della ARIA Singles Chart. Avrebbero dovuto anticipare il primo album Living Proof, che tuttavia non è mai stato pubblicato. In seguito ha rifiutato l'offerta di diventare corista di Kylie Minogue e nel 2009 è uscito il suo primo album Time to Think. Ha inoltre scritto brani per diversi artisti quali Sanne Salomonsen.

## Discografia

### Album in studio
- 2009 – Time to Think

### EP
- 2017 – Full Circle

### Singoli
- 2002 – When I Lost You
- 2003 – Automatic
- 2003 – Lamp Post Lover
- 2008 – Smile (feat. Greg Fitzgerald)
- 2009 – Undefined
- 2016 – The Cure
- 2016 – Touchscreen
- 2016 – Full Circle